# Fun on Earth
Fun on Earth is het vijfde soloalbum van Queen-drummer Roger Taylor en zijn eerste na de samenwerking Queen + Paul Rodgers, uitgebracht op 11 november 2013.
Tegelijkertijd met het album is zijn solocollectie genaamd "The Lot" uitgebracht. De eerste single, "The Unblinking Eye (Everything Is Broken)" is in 2009 al uitgebracht op single. Op 17 november 2009 werd het nieuws naar buiten gebracht dat Taylor een nieuw album ging uitbrengen. Het nummer "Dear Mr Murdoch 2011" werd ook verwacht op het album te staan, maar dit bleek niet zo te zijn. Onder de naam "Dear Mr Murdoch" stond dit nummer al eerder op Taylors album Happiness? uit 1994 en naar aanleiding van het afluisterschandaal van de krant News of the World werd een nieuwe versie van dit nummer opgenomen. Het nummer staat wel als bonustrack op de boxset-versie van het album. De eerste single die tegelijkertijd met het album is uitgebracht, is Sunny Day. "One Night Stand" werd eerder uitgebracht als bonustrack bij Electric Fire.

## Nummers
In augustus 2013 werd de tracklisting van het album bekendgemaakt. Alle tracks geschreven door Roger Taylor, behalve "Be With You" geschreven door Roger Taylor en Rufus Tiger Taylor.
1. "One Night Stand" 04:22
2. "Fight Club" 03:02
3. "Be With You" 03:10
4. "Quality Street" 04:25
5. "I Don't Care" 03:24
6. "Sunny Day" 03:38
7. "Be My Gal (My Brightest Spark)" 02:45
8. "I Am the Drummer (In a Rock 'n' Roll Band)" 02:47
9. "Small" 03:51
10. "Say It's Not True" 04:58; met Jeff Beck
11. "The Unblinking Eye (Abridged)" 04:54
12. "Up" 03:10
13. "Smile" 03:01
14. "Whole House Rockin'" 02:46 (bonustrack bij The Lot)
15. "Dear Mr. Murdoch (Nude Mix)" 03:49 (bonustrack bij The Lot)

### Bijzonderheden
- "Sunny Day" werd eerder uitgebracht onder de naam Felix + Arty, staande voor Taylor en zijn zoon Felix, onder de naam "Woman, You're So Beautiful (But Still a Pain in the Ass)".
- "Small" en "Say It's Not True"  werden eerder uitgebracht op het Queen + Paul Rodgers-album The Cosmos Rocks. Say It's Not True is een live-opname
- "Up" was een onvoltooide demo voor The Cosmos Rocks onder de naam "When We Were Young", maar werd nooit uitgebracht.
- "Whole House Rocking" is eerder uitgebracht onder de titel "Cosmos Rockin'" Mogelijk dat dit een demo is van versie van het Queen + Paul Rodgers-album The Cosmos Rocks

## Bezetting
- Roger Taylor: zang, drums, percussie, keyboard, piano, basgitaar, gitaar, Stylophone
- Jeff Beck: gitaar op "Say It's Not True"
- Spike Edney: piano op "Sunny Day", "Be My Gal (My Brightest Spark)", "The Unblinking Eye", keyboard op "Say It's Not True"
- Jason Falloon: gitaar op "Fight Club", "Be With You", "I Don't Care", "Sunny Day", "I Am the Drummer (In a Rock 'n' Roll Band)", "Small"
- Steve Hamilton: saxofoon op "Fight Club", "Quality Street", "I Don't Care"
- Kevin Jefferies: basgitaar op "Fight Club", "Be With You", "Sunny Day", "Be My Gal (My Brightest Spark)", "I Am the Drummer (In a Rock 'n' Roll Band)", "Small"
- Jonathan Perkins: orgel en achtergrondzang op "Sunny Day"
- Nicola Robins: viool op "Sunny Day"
- Steve Stroud: basgitaar op "Say It's Not True"
- Rufus Tiger Taylor: piano op "Be With You", drums op "Say It's Not True"